# NGC 653
NGC 653 è una galassia a spirale vista quasi di taglio, situata nella costellazione di Andromeda, a una distanza di circa 250 milioni di anni luce dalla nostra Via Lattea.

## Scoperta
NGC 653 è stata scoperta il 29 novembre 1883 dall'astronomo francese Édouard Stephan.

## Descrizione
NGC 653 ha una classe di luminosità I-II e presenta una larga riga a 21 cm dell'idrogeno neutro.